# Camping World Watkins Glen Grand Prix 2008
Camping World Watkins Glen Grand Prix 2008 var ett race som var den elfte deltävlingen i IndyCar Series 2008. Racet kördes den 6 juli på Watkins Glen International.

## Slutresultat
| Plats | Förare            | Team                      | Grid | Kvaltid  |
| ----- | ----------------- | ------------------------- | ---- | -------- |
| 1     | Ryan Hunter-Reay  | Rahal Letterman Racing    | 3    | 1.29,635 |
| 2     | Darren Manning    | A.J. Foyt Enterprises     | 8    | 1.30,047 |
| 3     | Tony Kanaan       | Andretti Green Racing     | 6    | 1.29,993 |
| 4     | Buddy Rice        | Dreyer & Reinbold Racing  | 17   | 1.31,047 |
| 5     | Marco Andretti    | Andretti Green Racing     | 7    | 1.29,996 |
| 6     | Bruno Junqueira   | Dale Coyne Racing         | 11   | 1.30,621 |
| 7     | Mário Moraes      | Dale Coyne Racing         | 13   | 1.30,340 |
| 8     | Graham Rahal      | Newman/Haas Racing        | 18   | 1.31,240 |
| 9     | Hideki Mutoh      | Andretti Green Racing     | 20   | 1.31,470 |
| 10    | Ernesto Viso      | HVM Racing                | 15   | 1.30,688 |
| 11    | Scott Dixon       | Chip Ganassi Racing       | 4    | 1.29,677 |
| 12    | Ryan Briscoe      | Team Penske               | 1    | 1.29,354 |
| 13    | Mario Domínguez   | Pacific Coast Motorsports | 19   | 1.31,470 |
| 14    | Danica Patrick    | Andretti Green Racing     | 14   | 1.30,564 |
| 15    | Will Power        | KV Racing Technology      | 12   | 1.32,854 |
| 16    | Hélio Castroneves | Team Penske               | 26   | -        |
| 17    | Ed Carpenter      | Vision Racing             | 21   | 1.32,238 |
| 18    | Jaime Câmara      | Conquest Racing           | 23   | 1.34,551 |
| 19    | A.J. Foyt IV      | A.J. Foyt Enterprises     | 22   | 1.32,849 |
| 20    | Milka Duno        | Dreyer & Reinbold Racing  | 25   | 1.36,033 |
| 21    | Enrique Bernoldi  | Conquest Racing           | 16   | 1.31,047 |
| 22    | Vitor Meira       | Panther Racing            | 10   | 1.30,117 |
| 23    | Oriol Servià      | KV Racing Technology      | 5    | 1.29,706 |
| 24    | Dan Wheldon       | Chip Ganassi Racing       | 9    | 1.30,056 |
| 25    | Justin Wilson     | Newman/Haas Racing        | 2    | 1.29,380 |
| 26    | Jay Howard        | Roth Racing               | 24   | 1.35,015 |